# Jean-Baptiste-Joseph de Fontanges
Jean-Baptiste-Joseph de Fontanges (né dans le diocèse de Saint-Flour en 1718 et mort à Lavaur le 8 novembre 1764), ecclésiastique, fut évêque de Lavaur de 1748 à 1764.

## Biographie
Jean-Baptiste-Joseph de Fontanges est issu d'une famille auvergnate originaire de Saint-Flour. Il est le fils de Guillaume de Fontanges (1681-1759), seigneur de Velzic et de son épouse Catherine de Roquemaurel. 
Il est chanoine-comte de Brioude et doyen du chapitre de chanoines de Saint-Géraud d'Aurillac. Il est pourvu comme commendataire de l'abbaye de Chalivoy dans le diocèse de Bourges. 
Lorsqu'il est nommé évêque de Lavaur en 1748, il résigne ses autres bénéfices. Il est confirmé le 2 décembre et consacré le 22 du même mois par Jean-Joseph Languet de Gergy, archevêque de Sens. Dans son diocèse il réorganise le collège de Sorèze en 1759 puis intervient ensuite en faveur des Jésuites très contestés au Portugal et bientôt en France. En 1762, il s'engage dans la défense de l'ordre en adressant une lettre au chancelier de France, au Roi et même au Pape. Il meurt à Lavaur le 8 novembre 1764.